# Red Europea contra el Racismo
La Red Europea En contra Racismo (ENAR) es una red amplia de ONG´s en todos Estados de Miembro de Unión Europea e Islandia. ENAR se mantiene de pie en contra del racismo y la discriminación y defiende la igualdad y solidaridad para todos en Europa. La conexión local y nacional antirracista de las ONG´s está por todas partes en Europa y actúa como una interfaz entre sus organizaciones, miembros y las instituciones europeas. Expresa las preocupaciones de minorías étnicas y religiosas en la política europea y en los debates nacionales.

## Visión y misión
ENAR es la visión de una sociedad que tiene igualdad de garantías para todos y reconoce los diversos beneficios y el racismo en Europa por una Europa libre para la economía y sociedad europeas.
Su misión es lograr la solidaridad e igualdad, dejando a todos los miembros de sociedad, cualquier cosa su color de piel, etnicidad, sexo, género, religión, incapacidad, edad u orientación sexual, para participar plenamente y ser incluido en la sociedad. Específicamente combate el racismo y la discriminación basado en el color, etnicidad, origen nacional, nacionalidad, religión, cultura, lengua o estado legal.

## Trabajo
ENAR es la voz de todos sus miembros de organizaciones en Bruselas y defiende a sus defensores.
- Coordinan los servicios de la red ENAR y usan su voz para comunicar sus preocupaciones hacia instituciones de UE, el público y los medios de comunicación.
- Sigue y monitorea los desarrollos de la policía en la agenda de la UE para asegurarse promover y poner activamente la igualdad y la diversidad en prácticas e iniciativas lanzadas en contra del racismo y la discriminación.
- Emite un Informe anual de Sombra sobre el racismo en Europa, el cual es una recopilación de la información y datos recogidos por sus organizaciones miembro. Están producidos para llenar los vacíos en el dato oficial y académico y para ofrecer una perspectiva de ONG en las realidades de racismo dentro de la UE y sus miembros de Estados.[2]
- Participa en la abogacía sobre las coaliciones y sociedades con otras redes europeas, negocios, sindicatos y fundaciones.

### Áreas de trabajo
Los siguientes son algunos de los campos en el que ENAR defiende más igualdad y diversidad en Europa:
- Instala la UE y también a los miembros de su Estado para combatir la pobreza concreta y la exclusión social experimentada por minorías étnicas y religiosas.[2]
- Se compromete con diseñadores de políticas, empresarios y sindicatos para hacer de la igualdad una ocupación en la realidad, incluyendo a través de su programa la iniciativa.[2]
- Empuja para la UE y sus miembros de Estado adopten un enfoque progresivo y basado en los derechos humanos para migración e integración y para asegurar oportunidades y tratamiento de iguales para el tercer país nacional.[2]
- Llama en la UE para proteger personas que afrontan discriminación en la educación y en el acceso a bienes y servicios debido a su etnicidad, sexo, religión o creencia, incapacidad, edad u orientación sexual.
- Defiende a las políticas de integración que activamente implican ambos la sociedad más ancha y nómadas como un “proceso de dos maneras”, con vista de crear una sociedad europea que alcancen el potencial lleno de sus talentos.[3]
- Desarrolla e implementa contador-estrategias en sus discursos.[2]

## Miembros
Los miembros de ENAR incluyen una gama ancha de organizaciones que tienen un diverso objetivo en común e igual y el racismo de una Europa libre. Ellos varían desde organizaciones de base de apoyo, de uniones de comercio a organizaciones de fe.

## Historia
ENAR es un resultado del año 1997 europeo en contra del Racismo. Entre marzo y septiembre de 1998, más de 600 ONG´s estuvieron implicadas en la ronda nacional y europea de consultas de mesa para hablar de la viabilidad de tal estructura. En 1998, la Conferencia Constitutiva de la Red europea en contra del racismo ha hecho una amistad de más de 200 representantes de estas organizaciones para programar un programa de acción común.

## Países miembro
NGOs en los siguientes países forman la coalición: